# Stazione Forlanini
Stazione Forlanini is een station in de Italiaanse stad Milaan dat werd geopend op 30 april 2015. Het is gebouwd als overstappunt tussen de ferrovie suburbane en de metro bij de uiterste noordwestpunt van de gelijknamige woonwijk. Het station en de wijk zijn genoemd naar de Italiaanse luchtvaartpionier Enrico Forlanini, die al in 1877 onderzoek deed naar helikopters en later betrokken was bij de Italiaanse zeppelins. Het eerste deel van metrolijn 4 tussen Forlanini en Linate Aeroporto zou op 31 mei 2021 worden geopend om vliegveld Linate een aansluiting op de suburbane te geven, maar dit werd in verband met de coronapandemie voor onbepaalde tijd uitgesteld.

## Geschiedenis
De bouw van het station werd in 2010 goedgekeurd maar door vertraging bij de aanbesteding begon de bouw echter pas in april 2012. Het station is vooral gebouwd om een overstap tussen het stadsgewestelijk net -suburbane- en de, in 2005 goedgekeurde, metrolijn 4 mogelijk te maken. De bedoeling was om dit begin 2015 te realiseren zodat bezoekende luchtreizigers aan de Expo 2015 hier zouden kunnen overstappen tussen metro en suburbane. De kosten van het bovengrondse deel werden geraamd op 15 miljoen euro, waarvan 4 miljoen door de regio Lombardije werd betaald. De gemeente Milaan betaalde de rest waarmee ze onder meer een schuld aan de FS inloste.
Door de ligging tussen de verbindingsbogen van de Passante Ferroviario en de aansluitingen van de spoorlijn naar Venetië op de Milanese ringspoorlijn moesten de in 2004 gebouwde sporen van de Passante worden verlegd om het station in te passen. Het bovengrondse deel werd op 30 april 2015 geopend terwijl het station nog niet was afgewerkt. Pas toen dat gebeurd was, ging het station op 9 mei 2015, acht dagen na de opening van de Expo 2015, open voor het publiek. Het ondergrondse deel was toen verre van gereed, de eerste tunnelboormachine bereikte 11 november 2014 het station , maar de afwerking van beide tunnels duurde nog ruim 3 jaar. In plaats van de metro werd een buslijn ingesteld tussen het station en het vliegveld.  Op 29 juli 2021 werd bekend dat het ondergrondse deel pas eind 2022 zou worden geopend omdat de metro naar het vliegveld door het geringe aantal (lucht)reizigers vooralsnog niet rendabel was. Op 26 november 2022 werd het eerste deel van de M4 samen met de ondergrondse perrons bij Forlanini geopend.

## Inrichting
Het stationsgebouw staat boven op de metrobuizen aan een verlaagd plein naast het talud met de perrons van de spoorlijn. Het plein is deels overdekt met pergola's en is rechtstreeks aangesloten op de noordelijke reizigerstunnel naar de perrons van de spoorlijn. In het stationsgebouw kunnen de reizigers met liften, roltrappen en vaste trappen het eilandperron van de metro bereiken. Het metroperron is voorzien van perrondeuren in verband met de inzet van automatische metro's. Bovengronds zijn twee zijperrons en een eilandperron beschikaar. De sporen 1 en 2 maken deel uit van de Piotello-tak van de passante, de sporen 3 en 4 liggen aan de ringlijn en zijn stopplaats voor treinen op de lijnen Milaan-Bologna en Milaan-Genua. Daarnaast liggen aan de oostkant nog twee sporen van de verbindingsboog tussen de ringlijn en de spoorlijn naar Venetië, deze hebben echter geen perrons. De 250 meter lange perrons zijn via twee reizigerstunnels met liften en trappen toegankelijk. Spoor 1 wordt gebruikt door de lijnen S5 en S6 in oostelijke richting, spoor 2 door dezelfde lijnen naar het westen. Spoor 3 wordt gebruikt door lijn S9 in noordelijke richting en spoor 4 door lijn S9 in zuidelijke richting.

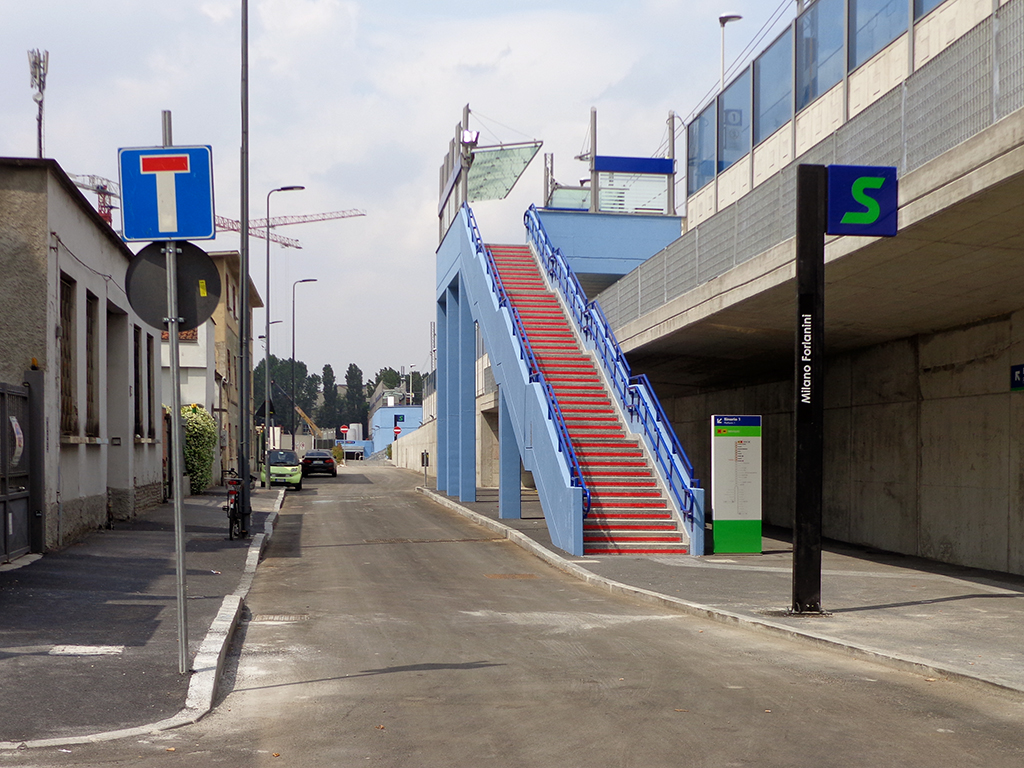
De trap naar spoor 1 bij de zuidelijke reizigerstunnel.
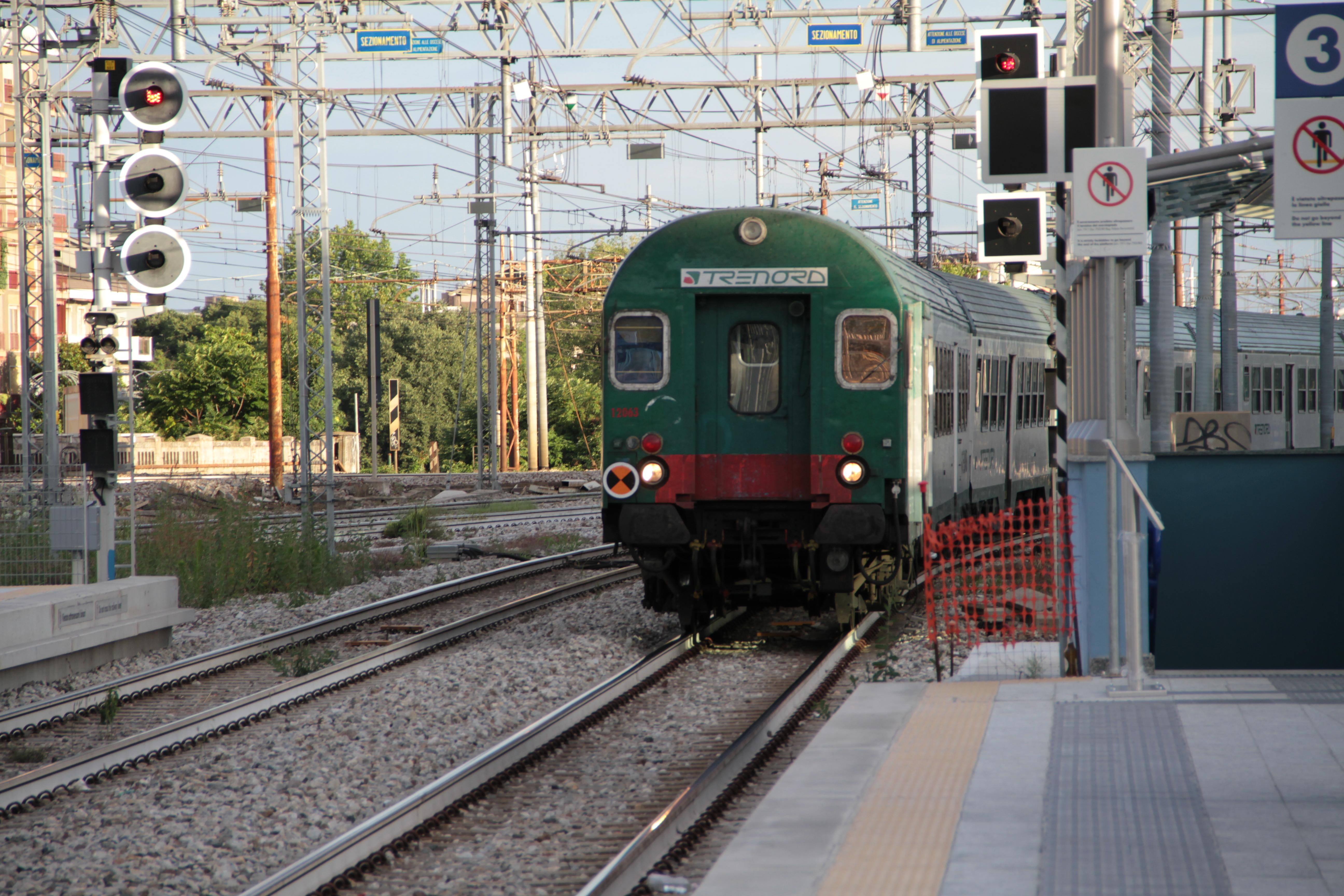
Een trekduwtrein van S9 rijdt op 21 juni 2016 het station binnen uit het zuiden.
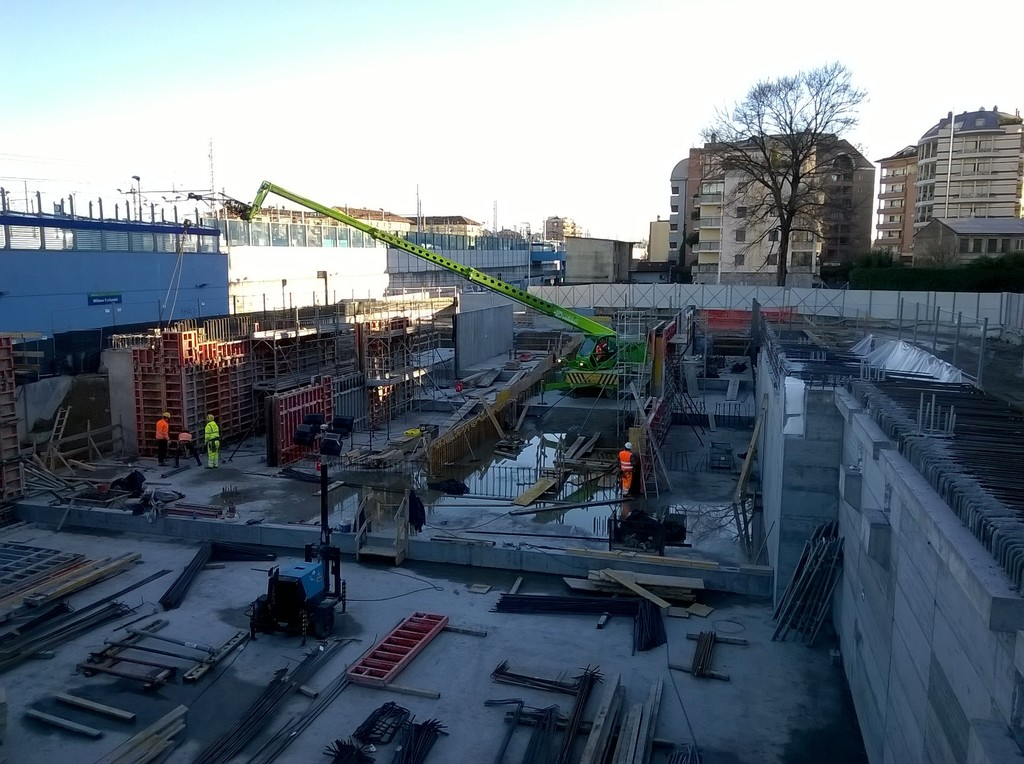
De bouwput op het stationsplein in januari 2016